# Область Бета

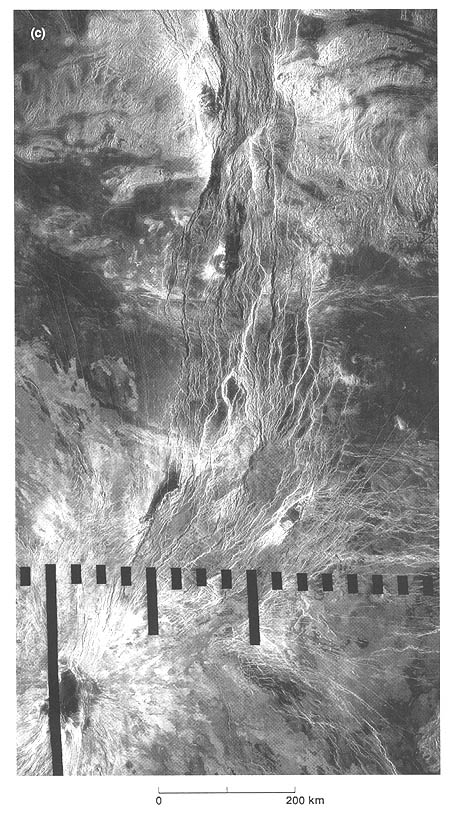
Центральна частина області Бета: гора Реї (яскрава область на півночі), гора Тейи (на півдні) і з'єднує їх каньйон Діва — тектонічна западина довжиною 4600 км.

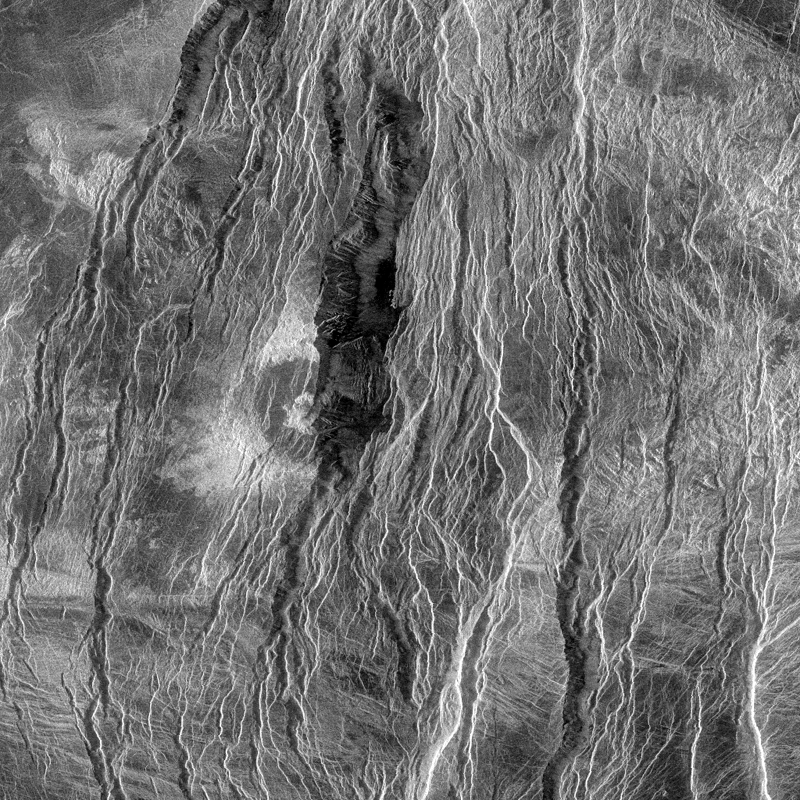
Зруйнований тектонічними процесами кратер Болч (початковий діаметр — 37 км) між горами Реї і Тейи.

25°18′ пн. ш. 282°48′ сх. д. / 25.3° пн. ш. 282.8° сх. д.{{#coordinates:}}: недопустима довгота
Область Бета (лат. Beta Regio) — вулканічна височина розміром близько 2500 км на Венері, з центром в 25°18′ пн. ш. 282°48′ сх. д. / 25.3° пн. ш. 282.8° сх. д.. На радарних знімках виглядає яскравою областю.

## Відкриття і назва
Область Бета — одна з перших виявлених деталей поверхні Венери. Її перші зображення були отримані за допомогою радіолокації на довжині хвилі 12,5 см виконаної Роландом Карпентером у 1962 році і Діком Голдстейном у червні 1964 року в Голдстоуні.
Ім'я області Бета походить від даного їй Голдстейном умовного позначення «бета» (β). Воно було затверджено Міжнародним астрономічним союзом у 1979 році. Гори Максвелла, область Альфа й область Бета є трьома винятками з правила, згідно з яким деталі поверхні Венери називаються іменами жінок і богинь.

## Опис
Область Бета — один з найбільших вулканічних масивів в Сонячній системі, та, ймовірно, в ній можуть бути діючі вулкани. З цією областю пов'язана позитивна гравітаційна аномалія . Припускають, що область Бета створена мантійним плюмом.
Основні частини області Бета — гора Реї (Rhea Mons) на півночі і гора Тейи (Theia Mons) на півдні. Висота обох перевищує 5 км. Їх перетинає каньйон Діва (Devana Chasma), який простягається і далі на південь.
Вулканічні височини, такі як область Бета, — це великі високогір'я з глибоким нахилом поверхні, розміром понад 1000 км, розділені глибокими жолобами довжиною в 100—200 км. Ці жолоби є прикладами континентальних рифт і свідчать про тектонічну активність поверхні.

## Дослідження
22 жовтня 1975 року на північно-східному схилі області Бета (31°42′ пн. ш. 291°00′ сх. д. / 31.7° пн. ш. 291° сх. д.) приземлився спускний космічний апарат «Венера-9», який передав знімки та інші дані на поверхню. Породи поверхні виявилися близькими до земних базальтів.
Передані «Венерою-9» знімки області Бета стали першими зображеннями, переданими з іншої планети, в історії людства.